# Lupinus tatei
Lupinus tatei är en ärtväxtart som beskrevs av Henry Hurd Rusby. Lupinus tatei ingår i släktet lupiner, och familjen ärtväxter. Inga underarter finns listade i Catalogue of Life.